# 100 % (TV-program)
100 % var ett underhållnings- och panelprogram som sändes i början av 2006 på TV4. Programledare var Adam Alsing. Komiker som deltog var Shan Atci, Kristoffer Appelqvist, Marika Carlsson och Magnus Betnér.